# Biatlon op de Olympische Winterspelen 2006 - Estafette mannen
De estafette mannen tijdens de Olympische Winterspelen 2006 vond plaats op dinsdag 21 februari 2006. De wedstrijd ging over 4x7,5 kilometer.
De Amerikanen gingen met Jay Hakkinen snel van start. De leiding kwam echter al snel stevig in handen van het Duitse team door het snelle en vooral foutloos schieten van Michael Rösch. De ruime voorsprong zorgde ervoor dat, zelfs na een aantal missers van Fischer en Greis, de Duitsers onbedreigd naar de finish gingen. Slotloper Greis had zelfs tijd om met een Duitse vlag in de hand de laatste meters af te leggen.
Uiteindelijk was het verschil 20 seconden op de nummer twee, Rusland. Het brons ging na het bestuderen van de fotofinish naar Frankrijk. Raphaël Poirée drukte zijn ski net voor de Zweedse slotloper over de streep.
Titelverdediger Noorwegen stelde erg teleur en eindigde uiteindelijk op de vijfde plaats.
| Titelverdedigers | Bjørndalen, Hanevold, Andresen, Gjelland | Noorwegen |
| ---------------- | ---------------------------------------- | --------- |

## Uitslag
| Rang   | Biatleten                                    | Land             | Tijd      |
| ------ | -------------------------------------------- | ---------------- | --------- |
| Goud   | Groß, Rösch, Fischer, Greis                  | Duitsland        | 1:21:51.5 |
| Zilver | Tsjerezov, Tsjepikov, Rostovtsev, Kruglov    | Rusland          | + 20,9    |
| Brons  | Robert, Defrasne, Cannard, Poirée            | Frankrijk        | + 43,6    |
| 4      | Borjesson, Ferry, Nilsson, Bergman           | Zweden           | + 43,6    |
| 5      | Hanevold, Eckhoff, Andresen, Bjørndalen      | Noorwegen        | + 1:12,1  |
| 6      | Moravec, Vitek, Dostál, Šlesingr             | Tsjechië         | + 1:12,5  |
| 7      | Bilanenko, Deryzemlja, Korobejnikov, Lysenko | Oekraïne         | + 1:41,0  |
| 8      | De Lorenzi, Vuillermoz, Longo, Pallhuber     | Italië           | + 1:49,4  |
| 9      | Hakkinen, Burke, Bailey, Teela               | Verenigde Staten | + 2:31,9  |
| 10     | Maric, Ozbolt, Bauer, Poklukar               | Slovenië         | + 3:09,9  |
| 11     | Syman, Novikov, Valiullin, Ryzhenkov         | Wit-Rusland      | + 3:12,6  |
| 12     | Kasahara, Isa, Suga, Saito                   | Japan            | + 3:24,1  |
| 13     | Ziemianin, Sikora, Piecha, Plywaczyk         | Polen            | + 5:05,5  |
| 14     | Hurajt, Simocko, Mi. Matiasko, Ma. Matiasko  | Slowakije        | + 5:53,4  |
| 15     | Borovik, Tobreluts, Lessing, Viks            | Estland          | + 5:57,4  |